# ミサワホーム北日本
ミサワホーム北日本株式会社（みさわほーむきたにほん）は、秋田県秋田市に本社のあった建設会社。

## 概要
秋田県・青森県両県におけるミサワホームの販売施工ディーラーだった「株式会社秋田ミサワホーム」と「株式会社ミサワホーム青森」が1995年合併し、秋田ミサワホームを存続会社として、「ミサワホーム北日本」としてスタートした。
2007年10月1日に「東北ミサワホーム株式会社」に吸収合併され、同社の秋田支店、青森支店となった。

## 沿革
- 1978年10月 - 青森県青森市に「協栄設備」設立。
- 1987年10月 - 「秋田ミサワホーム」設立。
- 1990年8月 - 「秋田ミサワホーム」が秋田県秋田市泉字登木（現・泉北一丁目）に新社屋完成。
- 1991年10月 - 「ミサワホーム青森」が「協栄設備」の全株式を取得。
- 1995年12月 - 「秋田ミサワホーム」が「協栄設備」と「ミサワホーム青森」を吸収合併し、商号を「ミサワホーム北日本」に変更。本社を秋田県秋田市（旧・秋田ミサワホーム本社・秋田支店ビル）に置く。
- 1996年4月 - 秋田県大曲市（現・大仙市）に大曲営業所を設置。
- 1996年10月 - 青森県青森市筒井に青森支店の新社屋完成。
- 1999年2月 - 日本証券業協会に株式を店頭登録。資本金4億3041万円。
- 2004年12月 - 日本証券業協会への店頭登録を取消し、ジャスダックに株式を上場。
- 2005年11月 - 秋田県由利本荘市に本荘営業所を設置。
- 2006年7月 - 「北日本販売建設」の株式を取得し、子会社化。社名を「ミサワホームイング北日本」へ変更。
- 2007年4月 - 秋田県大館市に大館営業所を設置。
- 2007年9月25日 - ジャスダック証券取引所の上場廃止。
- 2007年10月1日 - 「東北ミサワホーム」に吸収合併される[1]。

## かつての本社・支店・営業所

### 秋田県
秋田支店（本社）
- 秋田営業所/秋田市泉北1-7-11
- 大曲営業所/大仙市大曲花園町3-10
- さきがけ営業所/秋田市横森3-11-7
- AKT営業所/秋田市保戸野千代田町1-42
- 本荘営業所/由利本荘市赤沼下415-5
- 大館営業所/大館市秋田県大館市中道2-1-35

### 青森県
青森支店
- 青森営業所/青森市筒井字八ツ橋90-1
- 青森西営業所/青森市三好1-1-23
- 弘前営業所/弘前市大字高田4-1-2
- 八戸営業所/八戸市城下1-6-6
- むつ営業所/むつ市小川町2-3-36